# Venus Optics

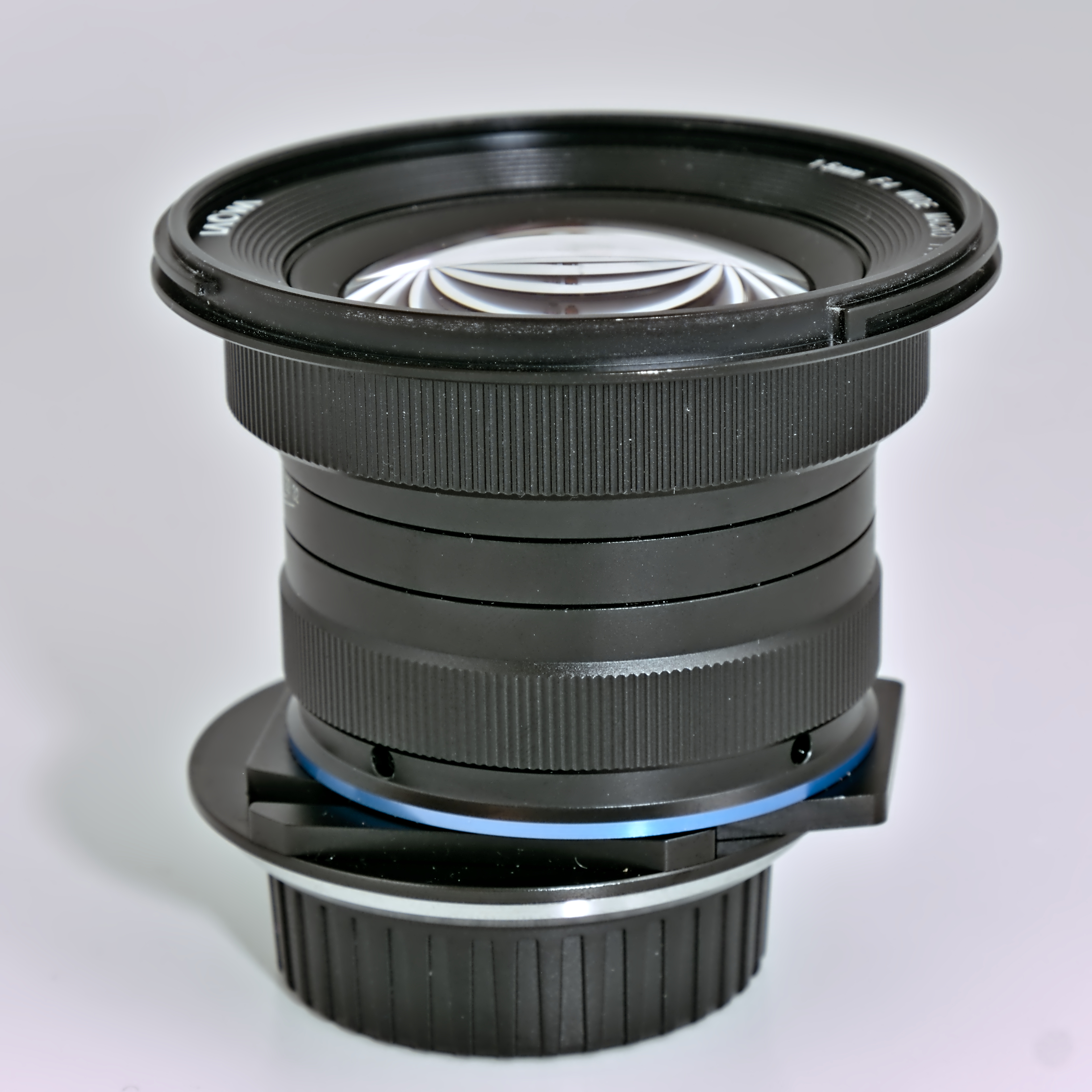
Широкоугольный объектив Laowa 15 mm f / 4

Venus Optics (Anhui ChangGeng Optics Technology Co., Ltd.) — китайский производитель фотообъективов, специализирующийся на разработке инновационных макро- и широкоугольных объективов. Штаб-квартира и производственная площадка находятся в Хэфэй, продажи и маркетинг — в Гонконге и США.

## Компания
Venus Optics была основана в 2013 году. Основатель, управляющий директор  и главный разработчик — Дайонг Ли  , окончивший Пекинский технологический институт по специальности оптоэлектроника . 
Компания разрабатывает и производит инновационные   фотообъективы под торговой маркой Laowa (кит. «старая лягушка»).

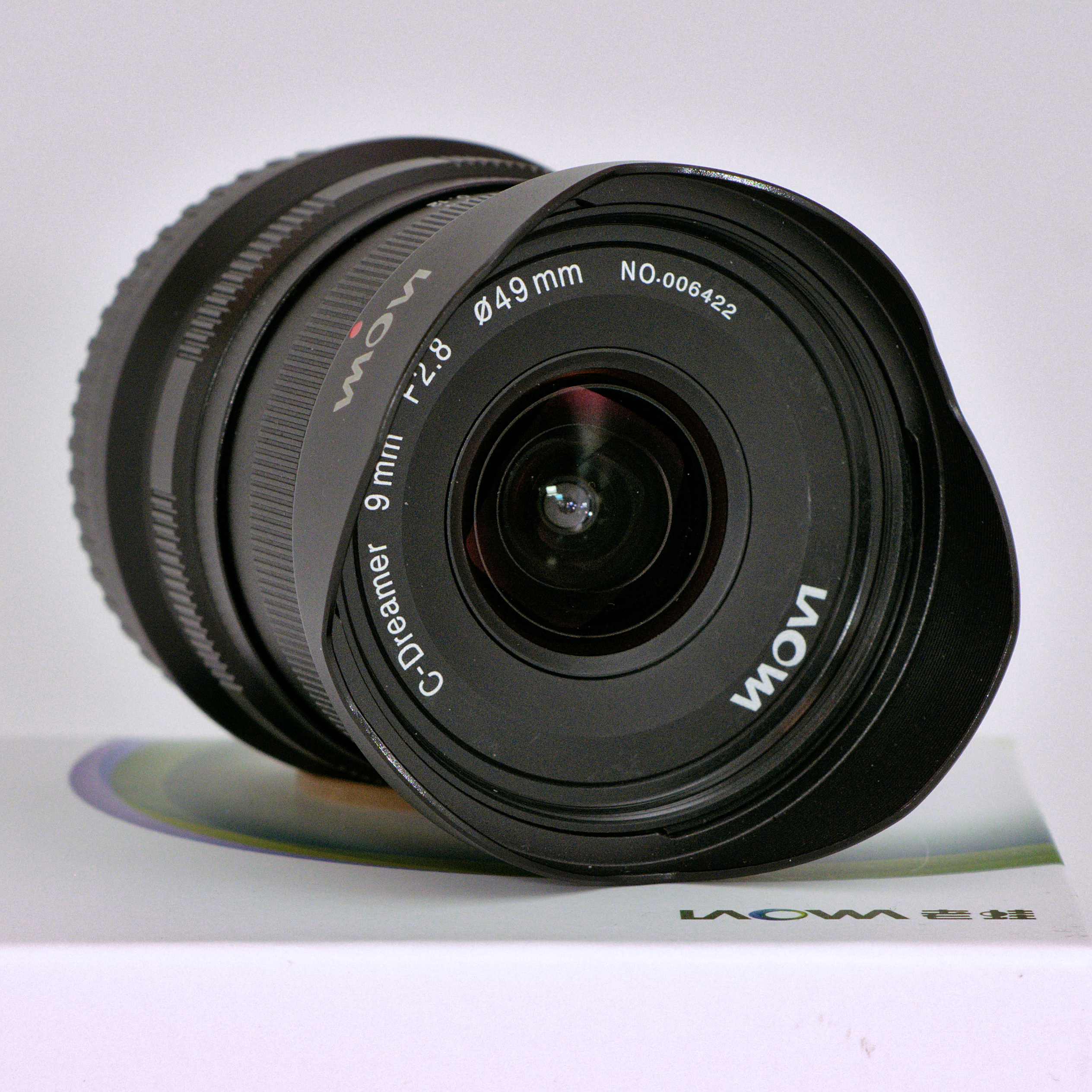
Сверхширокоугольный объектив Laowa 9 mm f / 2.8 для APS-C, представленный в 2015 году

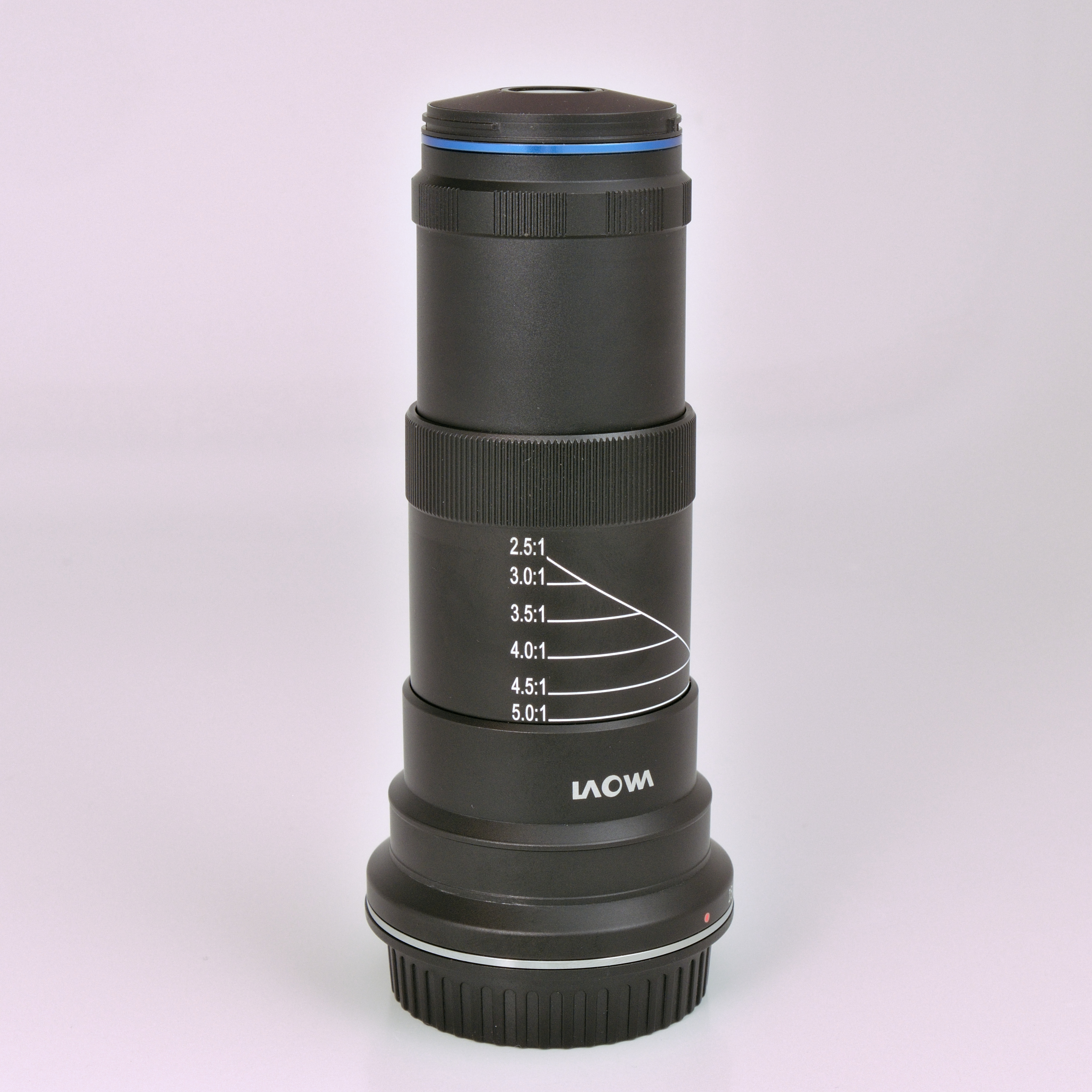
Макрообъектив Laowa 25 мм 2,5-5x для полного кадра, представленный в 2018 году

Первый объектив 60 mm ƒ/2.8 2x Ultra Macro, полнокадровый объектив с коэффициентом увеличения 2:1, способный сфокусироваться на бесконечность, что уникально для макрооптики.  В том же году Venus Optics выпустила самый широкоугольный макрообъектив с коэффициентом увеличения 1:1 — 15 mm ƒ/4. Небольшое фокусное расстояние позволяет включить в фотографию детали фона (например, где и как живет объект съёмки). По физическим причинам рабочее расстояние в макро диапазоне невелико (при 1:1 дистанция фокусировки составляет 12,2 см, в результате чего рабочее расстояние составляет всего 4,7 мм).    Venus Optics выпускает уникальные объективы, в основном в области ультра макро и 
ортоскопических, светосильных сверхширокоугольных объективов для полнокадровых, APS-C, MFT и Fujifilm G.
| Фокусное расстояние,, [мм] | Диафрагма   | Формат сенсора | Фокусное расстояние, ЭФР, [мм] | Название                 | Год начала производства | Уникальная особенность на дату анонса |
| -------------------------- | ----------- | -------------- | ------------------------------ | ------------------------ | ----------------------- | --- |
| 4                          | f/2.8       | MFT            | 8                              | Фишай MFT                | 2019                    | Smallest focal length for MFT. Ultracompact and thus suited for drone photography. |
| 7.5                        | f/2         | MFT            | 15                             | MFT                      | 2017                    | Combination of fast lens, ultra wide angle lens, and rectilinear projection for MFT. An ultra light version is available for drone photography.                                       |
| 9                          | f/2.8       | APS-C          | 13.5                           | Zero-D                   | 2018                    | Combination of fast lens, ultra wide angle lens, and rectilinear projection w/ negligible distortion for APS-C. Ultracompact construction. A MFT version is available.                |
| 9                          | t/2.9       | APS-C          | 13.5                           | Zero-D Cine              | 2020                    | Ultra wide angle cine lens with rectilinear projection and negligible distortion for APS-C.                                                                                           |
| 9                          | f/5.6       | Полный кадр    | 9                              | Zero-D                   | 2020                    | Самый широкий угол обзора для полного кадра при почти полном отсутствии дисторсии. |
| 10—18                      | f/4.5—5.6   | Полный кадр    | 10—18                          | Zoom                     | 2018                    | Большой коэффициент зуммирования на полном кадре для широкоугольной оптики. |
| 12                         | f/2.8       | Полный кадр    | 12                             | Zero-D                   | 2016                    | Combination of fast lens, ultra wide angle lens, and rectilinear projection w/ negligible distortion for Полный кадр format.                                                          |
| 12                         | t/2.9       | Полный кадр    | 12                             | Zero-D Cine              | 2020                    | Cine version of the 12 mm f/2.8 Zero-D. Field of view is 122°. Close to being distortion-free. Compact and relatively light for a cine lens. Minimum focusing distance is 7" (18 cm). |
| 15                         | t/2.1       | Полный кадр    | 15                             | Zero-D Cine              | 2020                    | Wide angle cine lens with rectilinear projection and negligible distortion. |
| 15                         | f/4         | Полный кадр    | 15                             | Wide Angle Macro         | 2015                    | Widest angle macro lens. Shift function for landscsape format. |
| 15                         | f/2         | Полный кадр    | 15                             | Zero-D                   | 2017                    | Fastest 15 mm lens for Полный кадр. Rectilinear projection, minimum distortion. |
| 17                         | f/1.8       | MFT            | 34                             | Prime                    | 2019                    | Very compact and light weight lens (172 g) and thus also suited for aerial photography. Small minimum focus distance of 5.9″ (15 cm) enables close-up shots.                          |
| 17                         | f/4         | Fujifilm GFX   | 13.5                           | Ultra-Wide GFX Zero-D    | 2019                    | Widest angle lens for Fujifilm G-Mount. Rectilinear projection, minimum distortion.                                                                                                   |
| 24                         | f/14        | Полный кадр    | 25                             | 2x Macro Probe           | 2018                    | Novel concept. Allows for large distance between photographer and object. Can be immersed in aqueous media.                                                                           |
| 25                         | f/2.8       | Полный кадр    | 25                             | 2.5-5x Ultra Macro       | 2018                    | Most compact construction in this class with approximately 4 cm working distance (cf. Mitakon Zhongyi 20 mm f/2 4.5x Super Macro Lens and Canon MP-E 65 mm f/2.8 1–5x Macro).         |
| 60                         | f/2.8       | Полный кадр    | 60                             | 2x Ultra Macro           | 2015                    | Первый 2-кратный объектив, способный сфокусироваться на бесконечность. |
| 65                         | f/2.8       | APS-C          | 97.5                           | 2x Ultra Macro APO       | 2020                    | Apochromatic lens. Compact and lightweight APS-C version of the 100 mm 2x Ultra Macro f/2.8. Can also be focused at infinity.                                                         |
| 100                        | f/2.8       | Полный кадр    | 100                            | 2x Ultra Macro APO       | 2019                    | Apochromatic lens. Laowa's second 2x macro lens after the 60 mm f/2.8 that can be focused at infinity. Minimum chromatic aberration.                                                  |
| 105                        | f/2 (t/3.2) | Полный кадр    | 105                            | Smooth Trans Focus (STF) | 2016                    | Встроенный аподизационный элемент для художественных целей в фотографии. |

Большинство линз Laowa (кроме, например, 100 mm f/2,8 2x Ultra Macro APO) — это чисто ручные объективы. Нет связи между корпусом камеры и объективом, следовательно, нет передачи данных EXIF, нет функции автофокусировки, стабилизации изображения, автоматического управления диафрагмой . Однако автофокус играет второстепенную роль в макро- и широкоугольной фотографии. Брекетинг автофокуса невозможен с объективами с ручным управлением. Компания не исключает разработки большего количества линз с электроникой. 